# Robledo del Buey
Robledo del Buey es una localidad española del municipio toledano de Los Navalucillos,  en la comunidad autónoma española de Castilla-La Mancha. Situada en los Montes de Toledo y en las antiguas Tierras de Talavera, se ubica en el centro del término municipal, en zona montañosa.

## Geografía
El pueblo se encuentra en un pequeño valle situado entre los Montes de Toledo. La carretera Navalucillos-Valdeazores (CM-4155) lo conecta con Los Alares, Valdeazores, y Los Navalucillos (todos en la provincia de Toledo). Es, junto a Los Alares y Valdeazores, una entidad local inferior al municipio (EATIM).
Posee un clima mediterráneo continental, con escasas precipitaciones en verano y abundantes en la época de invierno. La oscilación térmica es elevada.

## Historia
A mediados del siglo XIX, el lugar, descrito como una alquería, pertenecía ya a Los Navalucillos. La localidad aparece descrita en el decimotercer volumen del Diccionario geográfico-estadístico-histórico de España y sus posesiones de Ultramar de Pascual Madoz de la siguiente manera:

ROBLEDO DEL BUEY: alq. con alc. p. en la prov. y dióc. de Toledo, part. jud. de Navahermosa, ayunt. de Navalucillos. sit. á 2 leg. de su matriz, depende en lo ecl. de la parroquia de Piedraescrita, part. jud. del Puente del Arzobispo. pobl.: 30 vec.: en las demas circunstancias con Navalucillos.
(Madoz, 1849, p. 525)

## Demografía
Con una población censada de 83 habitantes, es el más poblado de los tres anejos de Los Navalucillos. La población tiende a ir a menos desde principios del siglo XX hasta nuestros días.
| Gráfica de evolución demográfica de Robledo del Buey entre 2000 y                       |
|                                                                                         |
| Fuente: Instituto Nacional de Estadística de España - Elaboración gráfica por Wikipedia |

## Economía
La economía se basa en el turismo rural, la extracción del corcho, la agricultura, la ganadería y la apicultura.

## Patrimonio
- Iglesia Ntra. Sra del Pilar.
- Ermita Ntra. Sra del Pilar.

## Fiestas
- Virgen del Pilar: 12 de octubre. Verbena, fuegos artificiales, procesión por las calles del pueblo y comida popular.